# Kramy Dominikańskie w Krakowie
Kramy Dominikańskie – zabytkowy budynek znajdujący się w Krakowie, w dzielnicy I przy ulicy Stolarskiej 8–10, na Starym Mieście. Powstał w 1861 na placu po spalonym w pożarze w 1850 i rozebranym  budynku apteki dominikańskiej.
Kramy stanowi 25 jednakowej wielkości pomieszczeń nakrytych sklepieniami odcinkowymi, usytuowanych w jednym rzędzie. Dostępne są bezpośrednio z ulicy przez półkoliście zwieńczone drzwi (z oknami w podobnej formie). Kramy są osłonięte blaszanym pulpitowym dachem wspartym na 18 żeliwnych kolumnach.
Były własnością zakonu dominikanów z pobliskiego kościoła Świętej Trójcy.
Pierwotnie każde pomieszczenie było samodzielne, z czasem część pomieszczeń połączono.
Dzisiaj są ciągiem handlowo-usługowym i miejscem wielu wystaw. Mieszczą się w nich sklepy z pamiątkami, galerie, restauracje, bar, biura. Natomiast przed ich frontową częścią znajduje się rzeźba Mariana Kruczka "Tępak Stępak". Kramy zostały odnowione w 1974.

## Wybrane wystawy
- Wiesław Bielak – Małe formy rzeźbiarskie i medalierstwo, Galeria Kramy Dominikańskie, 1986
- Iwona Fischer-Zuziak (artystka malarka, architekt) – Wystawa indywidualna, Galeria Kramy Dominikańskie, 1986[2]
- Lilla Kulka (zajmuje się sztuką włókna, malarstwem i działaniami interdyscyplinarnymi) – Wystawa zbiorowa: Propozycje 75, Kramy Dominikańskie, 1975[3]
- Jerzy Nowakowski (zajmuje się rzeźbą i medalierstwem, również maluje) – Medalierstwo krakowskie, Kramy Dominikańskie, 1981[4]
- Zygmunt Piekacz – Wystawa indywidualna, Galeria Desa - Kramy Dominikańskie
- Leszek Sobocki – Wystawa indywidualna, Galeria Kramy Dominikańskie, 1979

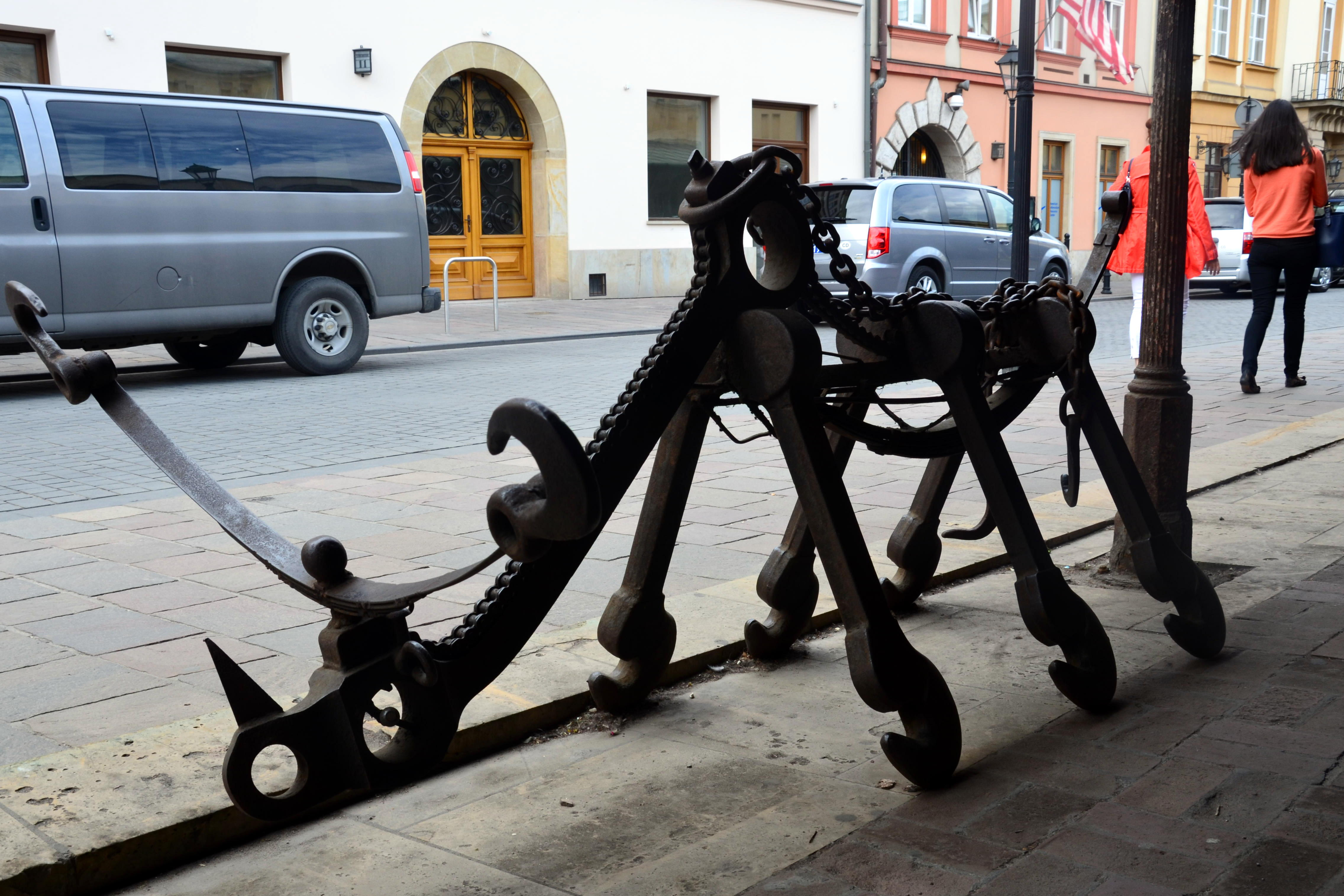
Rzeźba Mariana Kruczka "Tępak Stępak"